# Korkuteli
Korkuteli là một huyện thuộc tỉnh Antalya, Thổ Nhĩ Kỳ. Huyện có diện tích 2536 km² và dân số thời điểm năm 2007 là 48159 người, mật độ 19 người/km².